# Седлище (Ивано-Франковская область)
Се́длище (укр. Сідлище) — село в Отынийской поселковой общине Коломыйского района Ивано-Франковской области Украины.
Население по переписи 2001 года составляло 333 человека. Занимает площадь 10,658 км². Почтовый индекс — 78233. Телефонный код — 03433.

## История
В 1946 году указом ПВС УССР село Седлиская переименовано в Седлище.